# 매시트 포테이토
매시트 포테이토(영어: Mashed potato)는 감자를 삶아서 으깨어 우유, 버터, 소금으로 맛을 낸 요리이다. 여러 요리에 많이 쓰인다.

## 이용
보통 매시트 포테이토만 먹지는 않는다. 일반적으로 매시트 포테이토는 스테이크 요리를 만들 때 같은 접시에 그레이비와 더불어 삶은 야채와 곁들여 내는데 으깬감자 대신에 감자 튀김 또는 은박지에 말아 군감자를 내기도 한다. 접시 근처에 딸기잼을 올려 같이 비벼먹는 미국의 습관도 있다. 
매시트 포테이토는 감자를 깍둑깍둑 썰거나 통째로 삶아서 그 껍질을 벗긴후 식기 전에 용기에 넣고 선호하는 양념들과 함께 알갱이들이 없어질 때까지 잘 으깨어 요리접시의 한 켠에 모양을 내어 올린다.

## 갤러리

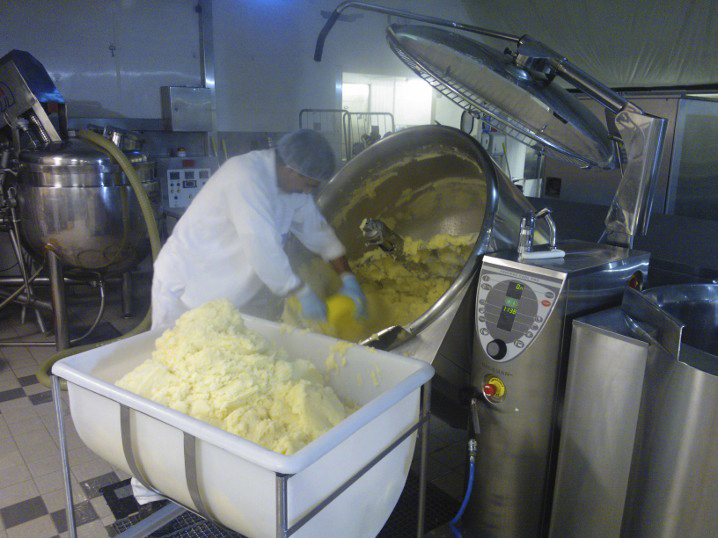
매시트 포테이토 생산
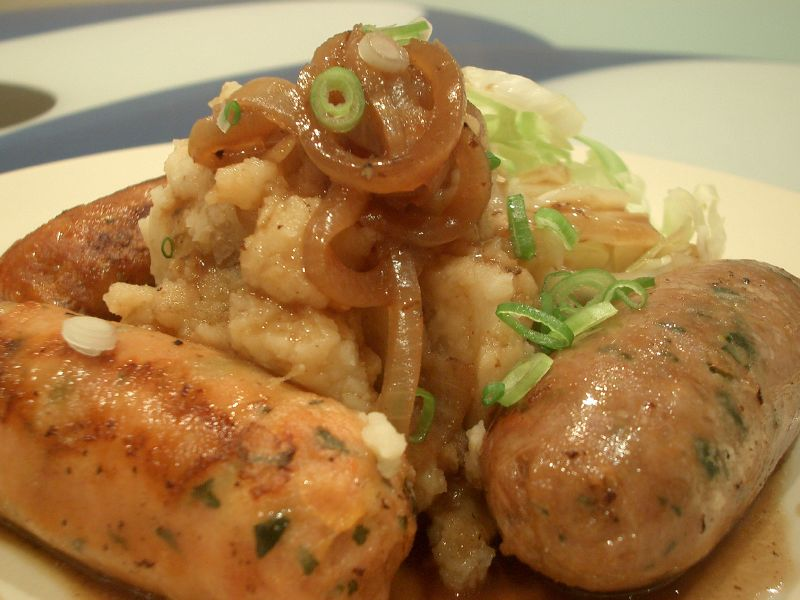
뱅어스 앤 매시
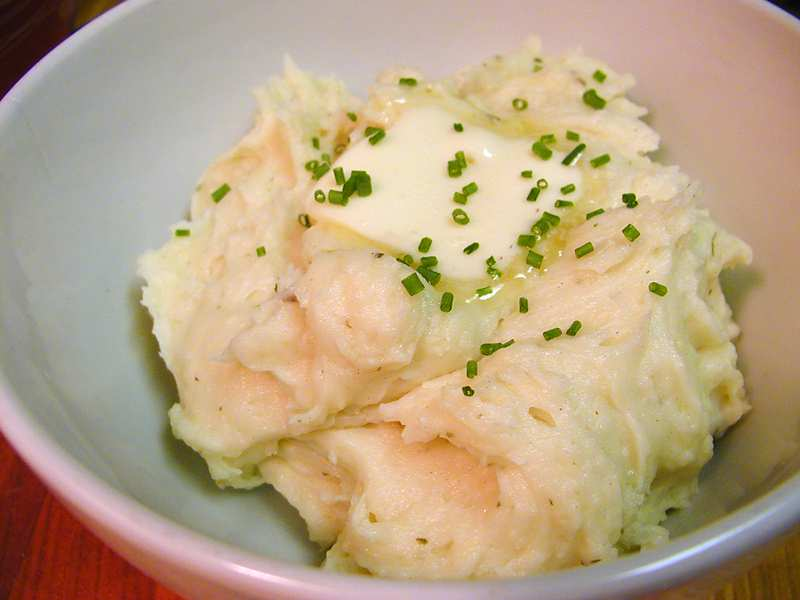
매시트 포테이토 클로즈업
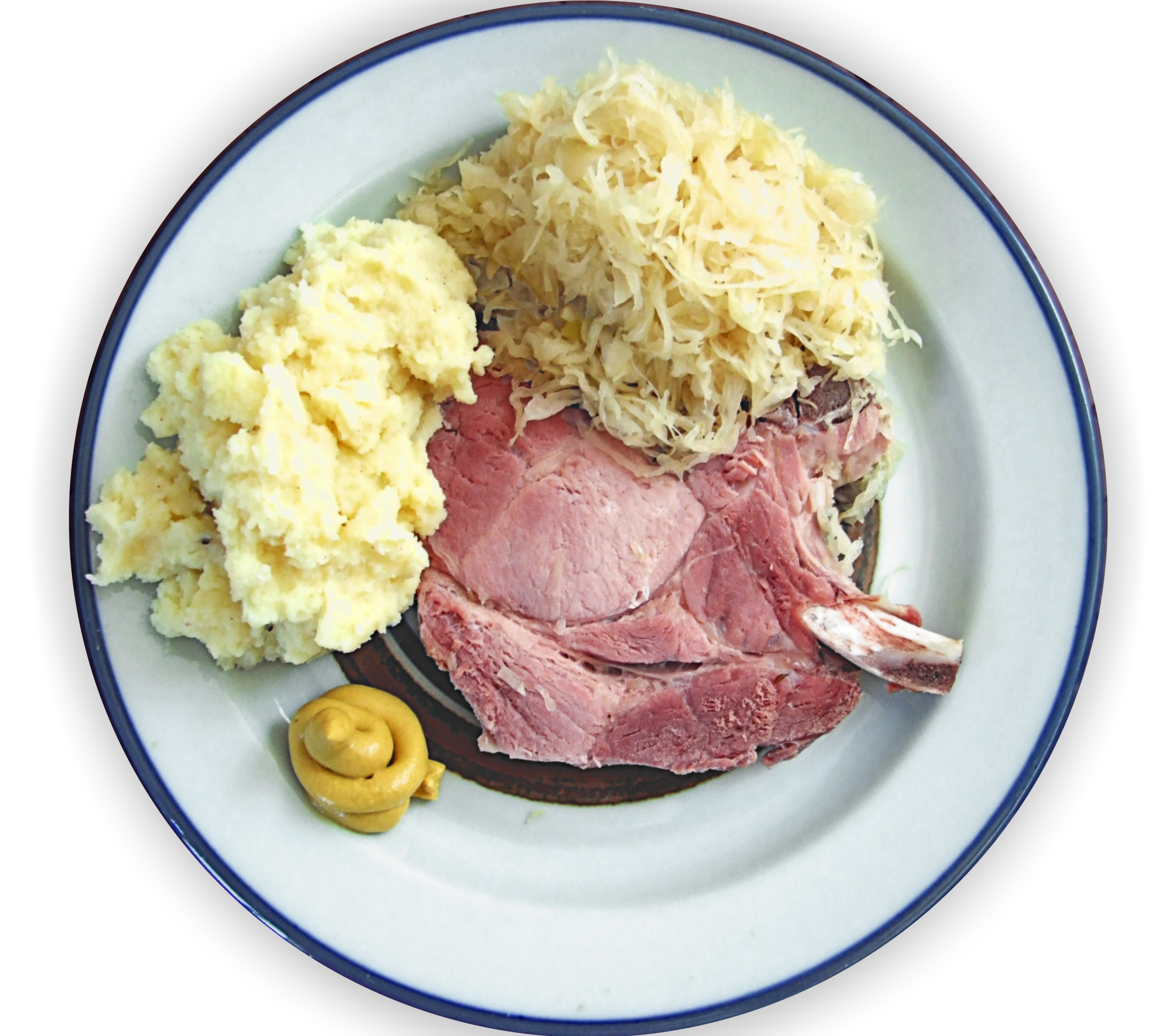
프랑크푸르터 리프흔과 자우어크라우트와 머스타드를 곁들인 매시트 포테이토

## 같이 보기
- 푸푸
- 군감자
- 감자 누르개
- 감자 짜개